# Nissan Cima
Pour les articles homonymes, voir Cima.
Depuis sa création en 1988, mais surtout à partir de la deuxième génération de 1991, la Nissan Cima est le modèle de luxe de la marque, rivalisant sur son territoire, le Japon, avec les grandes berlines allemandes. Ses ventes sont toutefois très faibles.
Renouvelée en 2001 (puis restylé début 2008), la Cima dispose en outre d'une exécution encore plus luxueuse, appelée President.
L'insuccès de cette dernière génération a incité Nissan à retirer la Cima du catalogue en 2010 (en même temps que la President), laissant à la récente Fuga le rôle de haut de gamme de la marque au Japon.
En avril 2012, la marque relance l’appellation Cima avec une Fuga (appelée Infiniti M en Europe et en Amérique du Nord) rallongée. Elle est uniquement disponible en version hybride.

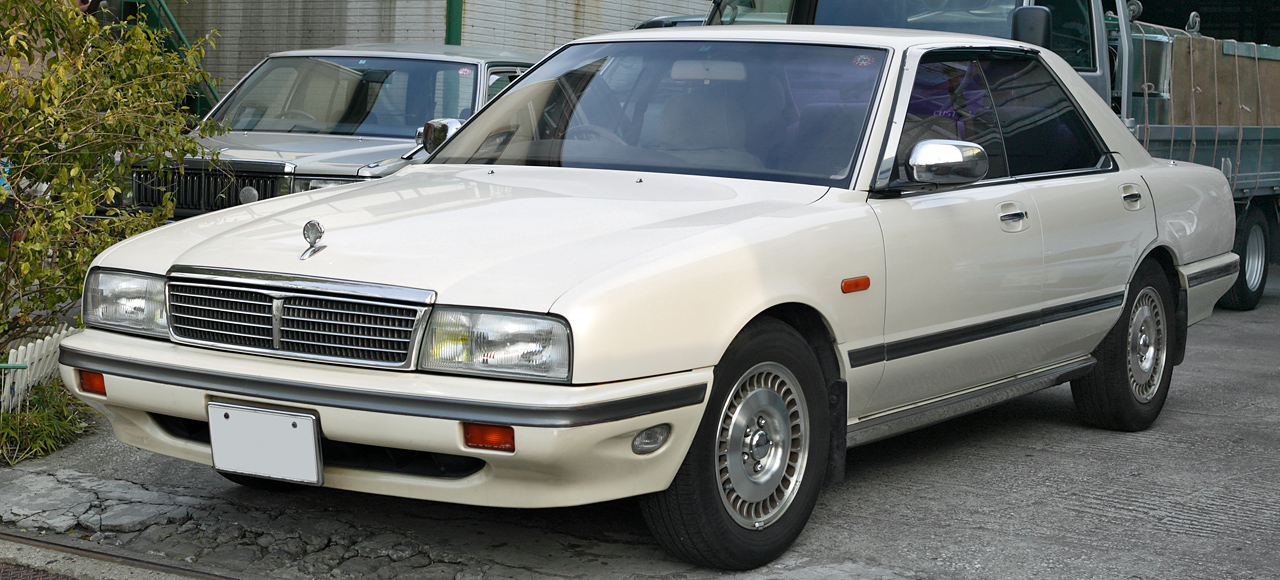
Cima I
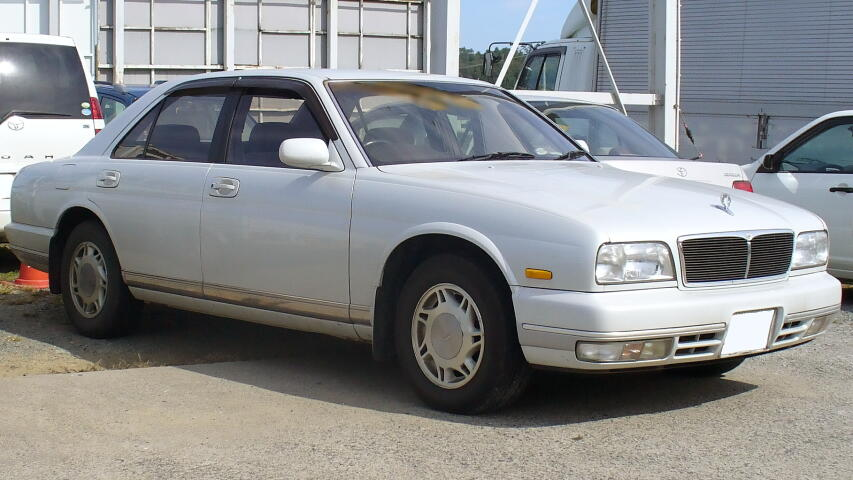
Cima II
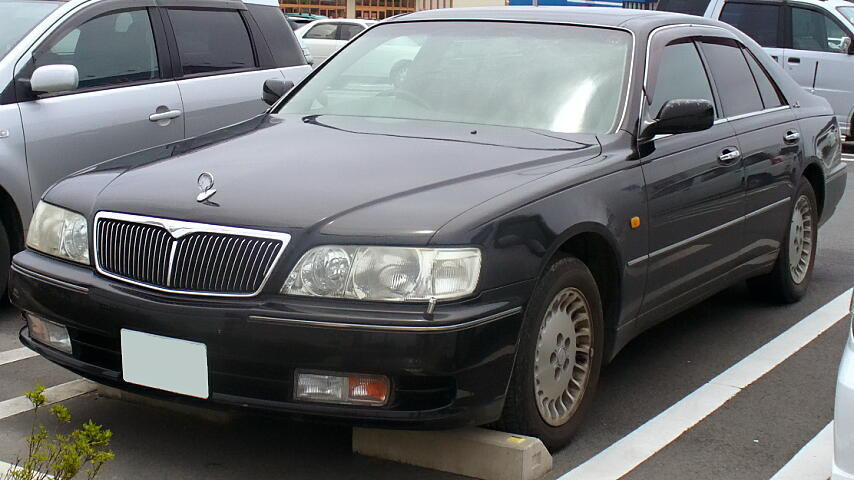
Cima III
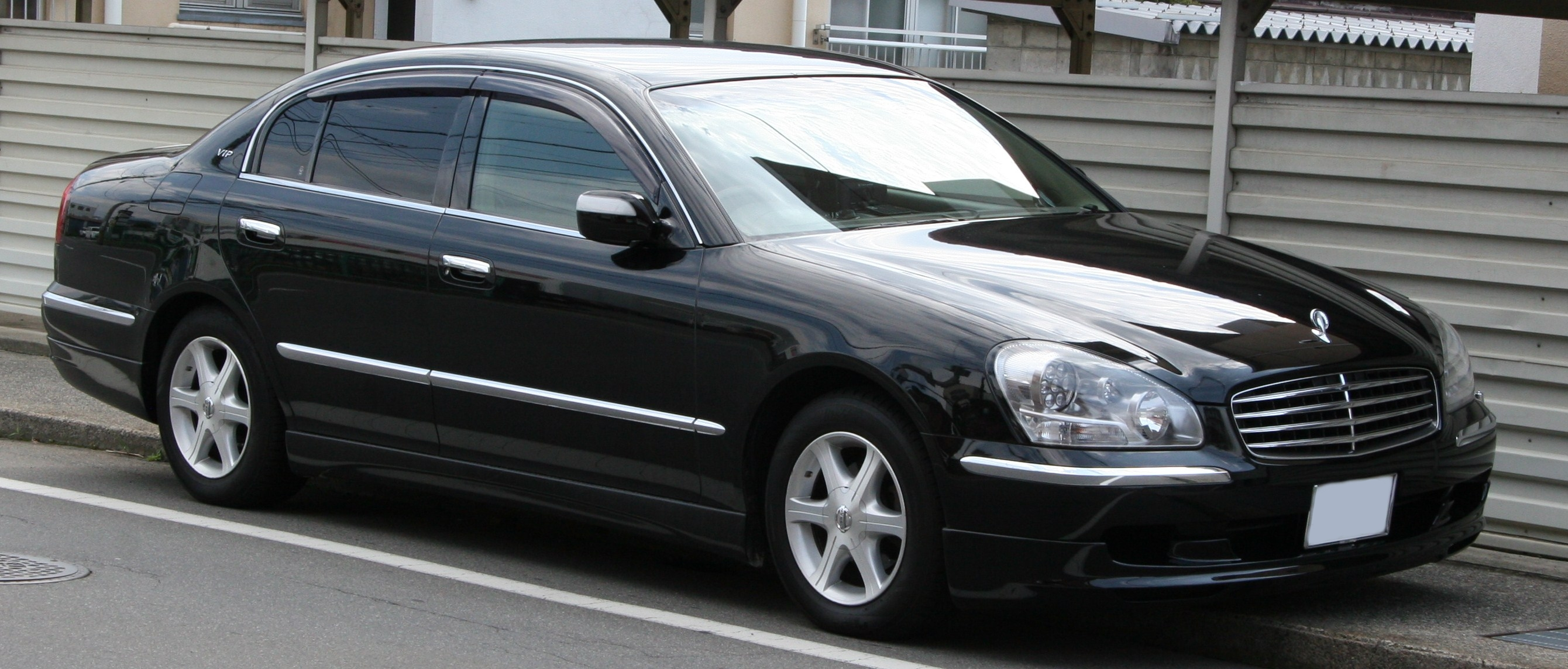
Cima IV
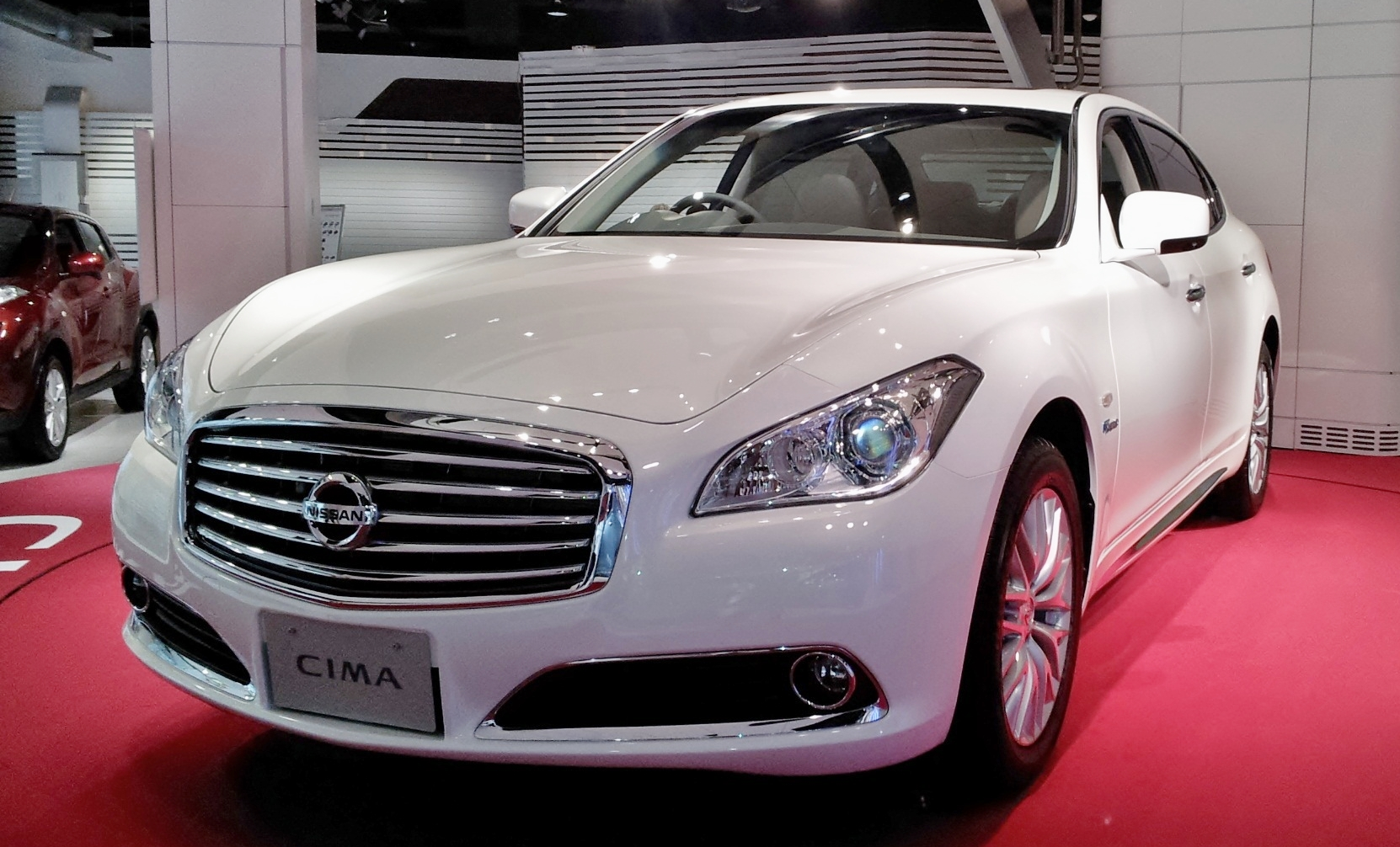
Cima V